# 朱利安 (堪薩斯州)
朱利安（英語：Julian）是位於美國堪薩斯州斯坦頓縣的一個非建制地區。

## 地理
朱利安所處的海拔為高於海平面983米（即3225英呎），而該地所採用的時區為UTC-6，即北美中部時區（CST）。同時該地設有夏令時間，為UTC-6調快一小時，即UTC-5（CDT）。